# Evan Almighty
Evan Almighty (literalment en català: "Evan Totpoderós") és la seqüela de Bruce Almighty. És protagonitzada per Steve Carell i Morgan Freeman i es basa en un nou diluvi bíblic.

## Argument
Evan Baxter és un presentador de notícies que vol ser congressista, amb el lema de "Canviem el món" -que té èxit- i té dona i tres fills. De sobte rep un estrany paquet amb fusta. Déu apareix i li explica que ha de fer una arca. Primer pensa que és una broma de mal gust, però quan s'adona que els animals el segueixen comença a sospitar. I després s'adona que tot és seriós. Llavors comença a canviar, la seva barba creix (tot i que la talla), ha de vestir amb vestimentes antigues, i la seva família, que pensa que està boig per fer com fa, el deixa. Més endavant els noticiaris comencen a parlar-ne, dient-li "El Noé de Nova York". Malauradament, el seu aspecte estrany no va gaire bé per a la vida de congressista. El fan fora de la feina. Quan la seva família és a un restaurant, la seva dona parla amb Déu, que li diu que la història de Noé potser no representava la seva còlera, sinó una manera de creure l'un en l'altre. Que per això els animals anaven per parelles, i li diu que seria una bona oportunitat per a estar plegats, per això decideixen tornar amb ell. Quan arriben, ell ja té l'arca molt avançada, i la seva família comença a ajudar-lo. Però rep males notícies que diuen que el govern prohibeix tenir res tan gran en una propietat. Acabada l'arca, arriba el dia de la inundació, i diu a tothom que hi entrin, però tothom se'n riu. Després comença a ploure, però només un moment i després s'atura. L'Evan no entén què passa, i s'assabenta que no era per la pluja, sinó perquè la presa estava vessant. Llavors la gent entra a l'arca, i la ciutat queda completament inundada.